# Cimitero di Lambrate
Il cimitero di Lambrate è un cimitero  di Milano posto a nord-est.

## Storia
Originariamente cimitero del piccolo borgo suburbano di Lambrate, allora comune autonomo, e inizialmente nelle tipiche forme architettoniche dei cimiteri lombardi, non fu, per questo, interessato all'unificazione nel cimitero maggiore di Milano.
Rimasto sostanzialmente immutato fino agli anni settanta, fu poi ingrandito e destinato a servire l'area nord-est della città.  Si estende su un'area di 230.000 m² con un'ampia superficie a verde (circa 30.000 m²). L'ingresso da via Folli è stato ruotato di 90°, aperto su una nuova piazza con un grande parcheggio che lo separa dalla tangenziale est, oltre la quale c'è il parco Lambro. Dall'altro lato confina con il comune di Segrate dove, in adiacenza, c'è un'area dedicata alla sepoltura dei defunti di religione islamica, il cui ingresso è però solo da Segrate.
L'ingresso principale è caratterizzato da una grande fontana preceduta da un prato fiorito. Il cimitero di Lambrate dal 1988 è dotato di un forno crematorio.

## Personaggi noti
Al cimitero di Lambrate sono stati sepolti:
- Michele Alboreto (1956 - 2001), pilota automobilistico (cremato)[2]
- Lorenzo Bandini (1935 - 1967), pilota automobilistico
- Ettore Bonora (1915 - 1998), critico letterario e letterato
- Cesare Cadeo (1946 - 2019), giornalista e conduttore televisivo (cremato)
- Ernesto Calindri (1909 - 1999), attore – nell'aprile 2004 la salma viene ritumulata nel cimitero di Certaldo
- Tino Carraro (1910 - 1995), attore
- Vittorio Corona (1947 - 2007), giornalista (cremato)
- Ico Cerruti (1936 - 1999), cantante, compositore e chitarrista
- Toto Cutugno (1943 - 2023), cantautore, compositore, paroliere e conduttore televisivo (cremato ma non sepolto a Lambrate)
- Franco Rimoldi[3] (1921 - 2014), ballerino a teatro e vigile nel film Totò, Peppino e la... malafemmina
- Nicoletta Rizzi (1939 - 2010), attrice
- Francesca Del Rosso (1974 - 2016), giornalista e scrittrice (cremata)
- Beppe de Tomasi (1934 - 2016), regista e attore teatrale
- Adriano De Zan (1932 - 2001), giornalista, telecronista sportivo e conduttore televisivo
- Giulio Giorello (1945 - 2020), filosofo, matematico, accademico ed epistemologo (cremato)
- Gianfranco Intra (1929 - 2017), compositore
- Peter Kolosimo (1922 - 1984), scrittore e giornalista
- Francesco La Rosa (1926 - 2020), calciatore
- Paolo Limiti (1940 - 2017), paroliere, conduttore e produttore televisivo (cremato)
- Roberta Mari (1917 - 1993), attrice – nell'aprile 2004 le sue ceneri verranno trasferite nel cimitero di Certaldo, accanto a Ernesto Calindri
- Sandro Mayer (1940 - 2018), giornalista e scrittore (cremato)
- Giacinto Mondaini (1902 - 1979), pittore, disegnatore e umorista
- Walter Molino (1915 - 1997), illustratore, fumettista e pittore
- Sandra Mondaini (1931 - 2010), attrice, conduttrice televisiva e cantante
- Gianni Mura (1945 - 2020), giornalista e scrittore
- Gian Domenico Pisapia (1915 - 1995), avvocato e politico
- Dante Olivieri (1877 - 1964), filologo, glottologo e linguista
- Mariano Rapetti (Calibi) (1911 - 1997), paroliere e produttore discografico
- Cesare Rubini (1923 - 2011),  pallanuotista, cestista, allenatore di pallacanestro e di pallanuoto
- Teresa Sarti Strada (1946 - 2009), filantropa (cremata)
- Luca Salvadori (1992 - 2024), pilota motociclistico e youtuber italiano (cremato)
- Beppe Viola (1939 - 1982), giornalista, scrittore, telecronista sportivo e umorista